# Lars Hansson (historiker)
Lars Hansson, född 1945, är en svensk historiker och författare.

## Biografi
Hansson disputerade 2019 med avhandlingen "Vid gränsen. Mottagningen av flyktingar från Norge 1940–1945", där han studerat de flyktingar som sökte sig från Norge till Sverige mellan 1940 och sommaren 1943. Baserat på avhandlingen har sedan den populärvetenskapliga boken Flykten till Sverige 1940–1945 givits ut 2021.
Baserat på studier av över 30 000 förhörsprotokoll av svenska landsfiskaler har Hansson kartlagt vilket bemötande drygt 60 000 flyktingar från Norge fick vid de svenska gränsstationerna. Boken ger exempel på såväl svensk byråkrati som civilkurage hos människor på båda sidor gränsen. Det klargörs också att målsättningen för flyktingpolitiken i början av andra världskriget inte var humanitär, utan för att skydda Sverige mot de stora flyktingströmmarna i omvärlden. Den inhumana flyktingpolitiken ändrades först när den tyska krigslyckan vände.
Recensenten Jan Christenson i Göteborgs-Posten beskriver de båda böckerna som "en forskarbragd, som också ger en tankeställare om vår tids prioriteringar".